# SACK
SACK (Abkürzung für Selective Acknowledgment) ist eine in RFC 2018 standardisierte Erweiterung des Transmission Control Protocol (TCP), die für eine Steigerung des Datendurchsatzes bei Paketverlusten sorgt. SACK ermöglicht, dass bei Paketverlusten nicht der gesamte Inhalt des TCP Windows, sondern nur das fehlende Datenpaket neu angefordert werden muss.
Dabei bestätigt der Empfänger im Falle eines Datenverlustes anhand der Sequenznummern selektiv diejenigen Pakete des TCP-Windows, die vollständig empfangen wurden. Der Sender sendet nun lediglich die fehlenden Pakete erneut.
Folgende Betriebssysteme unterstützen SACK:
- FreeBSD seit Version 5.3
- Linux ab Version 2.2
- Mac OS X ab Version 10.4.6
- Microsoft Windows ab Windows 98
- MorphOS seit Version 3.4
- NetBSD seit Version 3.0
- Novell ab NetWare 4.11
- Experimentelle Implementierungen existieren für OpenBSD und Solaris